# 熱平

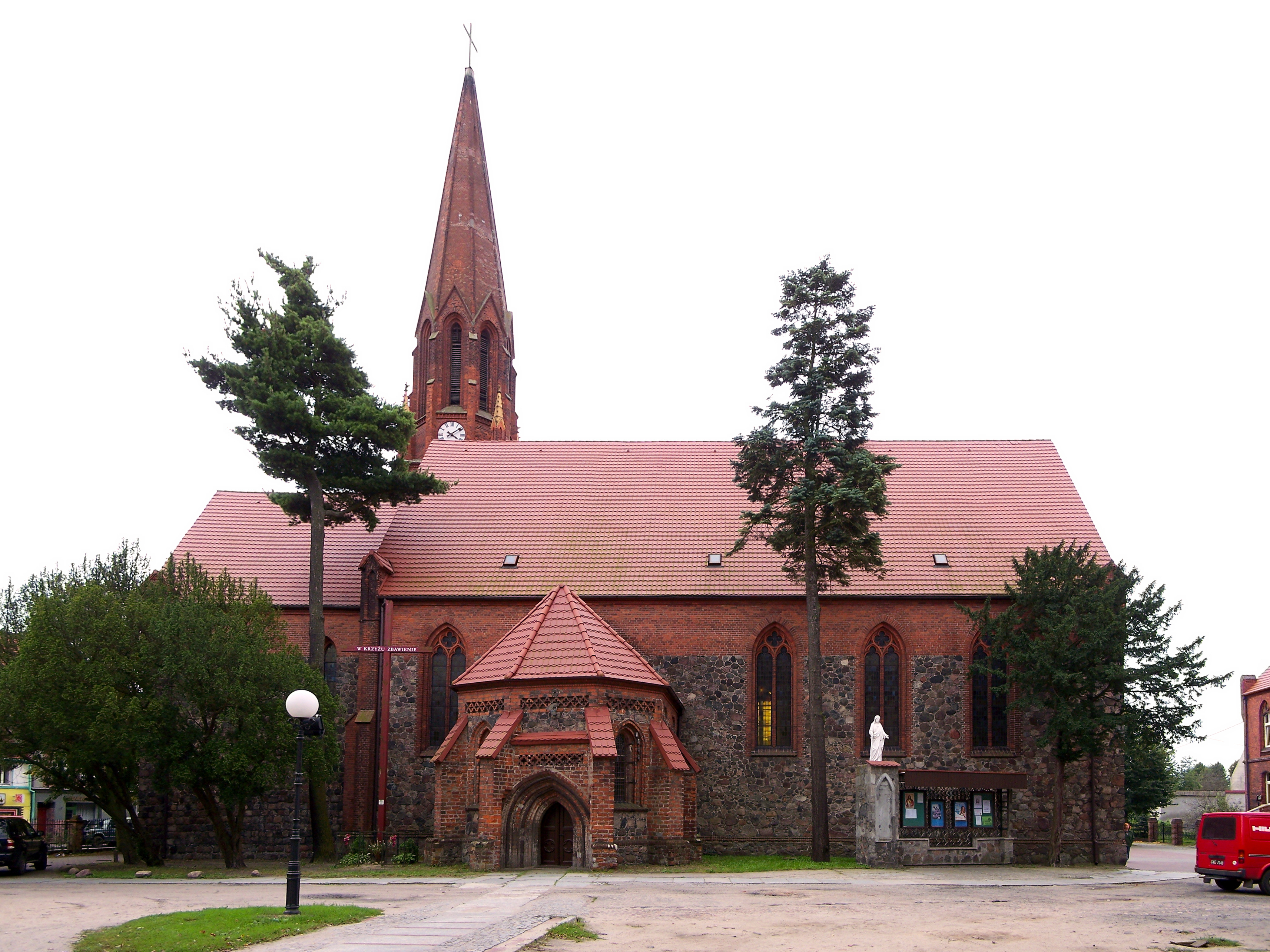

熱平是波蘭的城鎮，位於該國西部，由盧布斯卡省負責管轄，始建於十世紀，面積11.42平方公里，海拔高度50米，鎮上的大會堂建於1833年，2011年人口6,697。

## 外部連結
- The Official Rzepin Town Hall Website （页面存档备份，存于）
- Jewish Community in Rzepin （页面存档备份，存于） on Virtual Shtetl

52°21′N 14°50′E / 52.350°N 14.833°E